# Cymejes

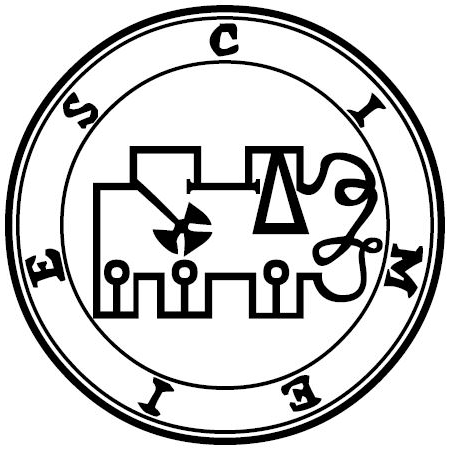
Sigil służący do przywołania Cymejesa

Cymejes – w tradycji okultystycznej, sześćdziesiąty szósty duch Goecji. Znany również pod imionami Cimejes, Cimeies, Cimeries, Kimaris i Kymeris. By go przywołać i podporządkować, potrzebna jest jego pieczęć, która według Goecji powinna być zrobiona ze srebra.
Jest wielkim, silnym i potężnym markizem piekła. Rozporządza 20 legionami duchów oraz duchami z Afryki.
Naucza gramatyki, logiki i retoryki. Znajduje rzeczy zagubione, ukryte, a także skarby.
Jest przedstawiany jako wojak, który dosiada czarnego konia.